# Естонський спортивний музей

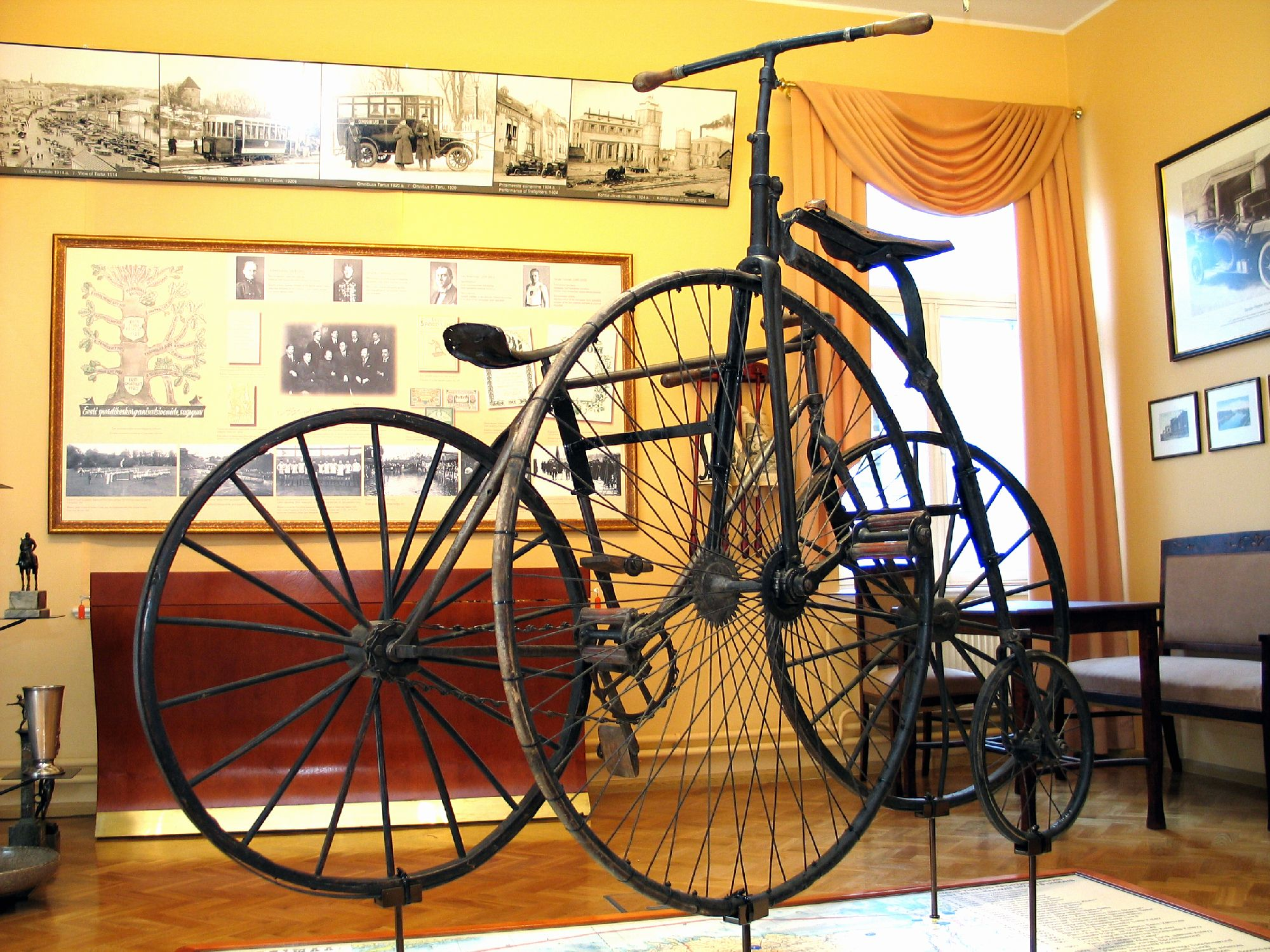
Експонати музею

Естонський спортивний музей (ест. Eesti Spordimuuseum) — музей у місті Тарту, Естонія. Є найбільшим спортивним музеєм у країнах Балтії. Відкритий у 1963 році та оновлений у 2001 році. Частина експозиції музею знаходиться в місті Отепя та присвячена зимовим видам спорту.